# Saint-André-de-Briouze
Saint-André-de-Briouze – miejscowość i gmina we Francji, w regionie Normandia, w departamencie Orne.
Według danych na rok 1990 gminę zamieszkiwały 164 osoby, a gęstość zaludnienia wynosiła 13 osób/km² (wśród 1815 gmin Dolnej Normandii Saint-André-de-Briouze plasuje się na 722. miejscu pod względem liczby ludności, natomiast pod względem powierzchni na miejscu 350.).